# Arthrocnemum macrostachyum
Arthrocnemum macrostachyum là loài thực vật có hoa thuộc họ Dền. Loài này được (Moric.) K.Koch mô tả khoa học đầu tiên năm 1853.